# Meuse à Vélo

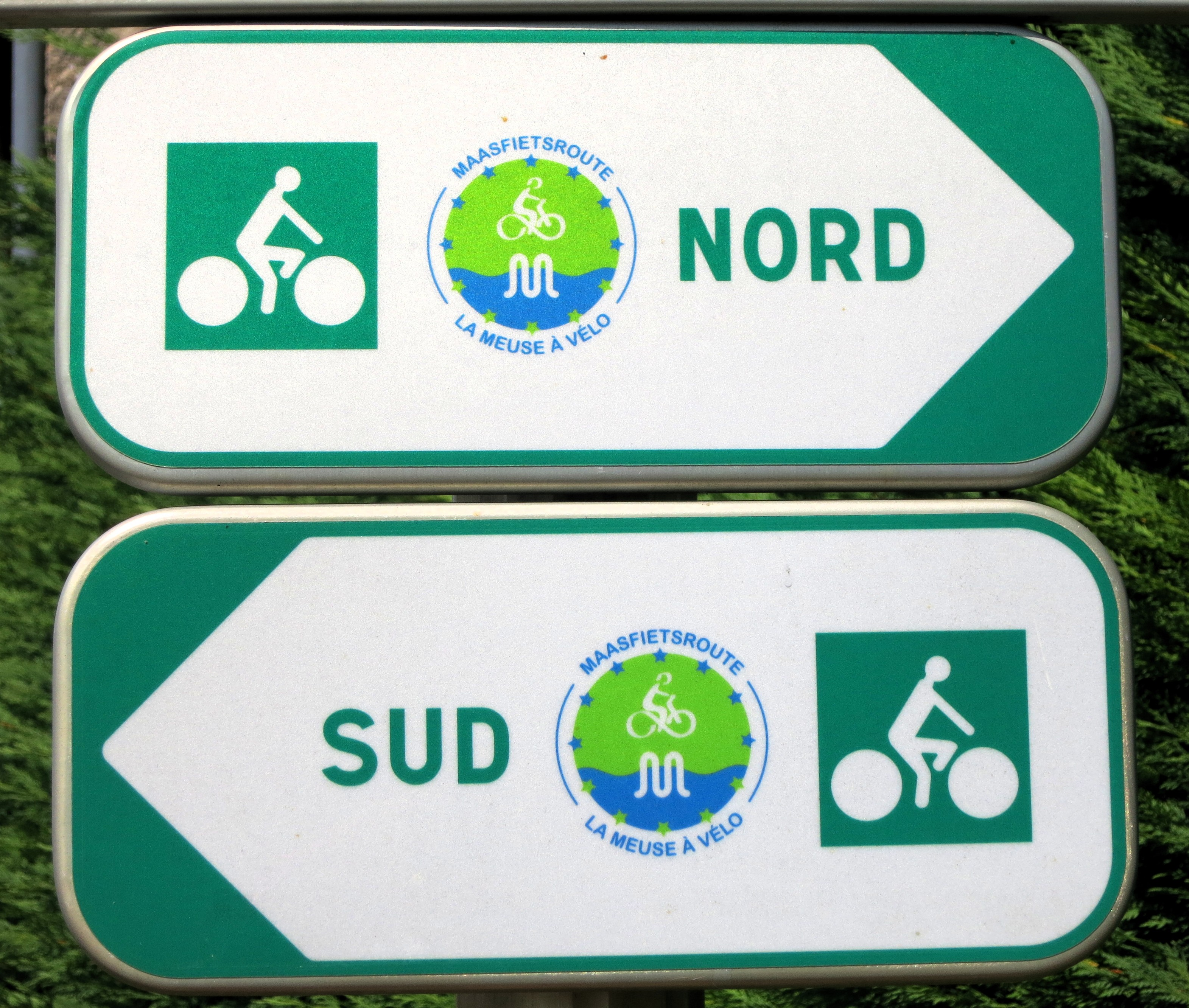

De Meuse à Vélo is een langeafstandsfietsroute in Frankrijk. De route volgt de loop van de rivier de Maas van de bron in Langres tot de grens met België bij Givet. De route is in zijn geheel onderdeel van de EuroVelo EV19 Maasroute. Het traject is bewegwijzerd in twee richtingen.

## Traject
De route start bij de bron van de Maas op het Plateau van Langres. In Pouilly-en-Bassigny ligt de bron van de Maas. De route voert langs Domrémy-la-Pucelle, de geboorteplaats van Jeanne d'Arc. De route voert daarnaast door Verdun, bekende uit de Eerste Wereldoorlog van de Slag om Verdun. Vanaf Sedan is de Maas bevaarbaar. Na Charleville-Mézières loopt de route door de Franse Ardennen. In Fumay kruist de route de Belgische route RV3 La Hennuyère-Fagne-Famenne die Geraardsbergen verbindt met Gedinne. Na Givet passeert de route de grens. Hier kan de EV19 verder worden gevolgd met de RAVeL Meuse in Wallonië en de LF Maasroute in Vlaanderen en Nederland tot de monding in de Noordzee. Iets verderop in het Belgische Dinant kan worden aangesloten op de EuroVelo EV5 Via Romea Francigena en de RV2 La Namuroise. 

## Aansluitingen met andere fietsroutes
- In Fumay kruist de route de RV3 La Hennuyère-Fagne-Famenne.
- Op elk willekeurig punt kan gebruik worden gemaakt van het fietsroutenetwerk ter plaatse.